# Samuel Gottlieb Gmelin

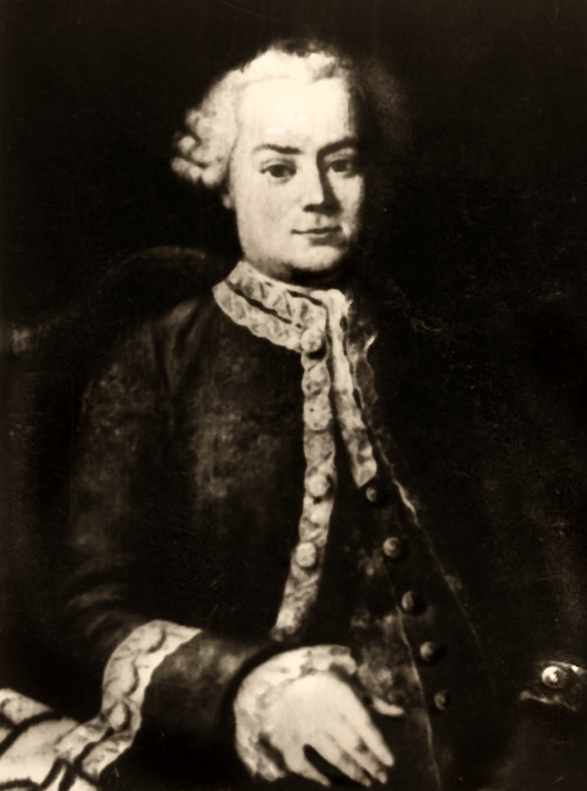
Samuel Gottlieb Gmelin

Samuel Gottlieb Gmelin (* 4. Juli 1744 in Tübingen; † 27. Juli 1774 in Achmedkent, heute Dagestan in Russland) war ein deutscher Arzt, Botaniker und Naturforscher. Er war Mitglied der Russischen Akademie der Wissenschaften. Sein offizielles botanisches Autorenkürzel lautet „S.G.Gmel.“.

## Leben
Gmelin war ein Sohn von Johann Konrad Gmelin (1707–1759) und dessen Ehefrau Maria Veronika Erhardt (1713–1797); der spätere Apotheker Christian Gottlob Gmelin (1749–1809) war sein jüngerer Bruder.
An der Universität Tübingen studierte Gmelin Medizin und konnte dieses Studium 1763 mit seiner Promotion zum  „Dr. med.“ erfolgreich abschließen. Anschließend ging er an die Universität Leiden; dort schloss er u. a. Freundschaft mit Peter Simon Pallas. Nach einem weiteren Studienaufenthalt an der Sorbonne in Paris bei Michel Adanson kehrte er wieder in seine Heimatstadt zurück.
1767 wurde er als Professor der Botanik nach Sankt Petersburg berufen. Im darauffolgenden Jahr nahm er einen Ruf nach Tübingen an und wollte dieses Amt sofort nach seiner Forschungsreise antreten. Auf Wunsch von Zarin Katharina II. unternahm Gmelin eine Expedition über die Waldaihöhen, Moskau und Tula nach Woronesch. Von dort ging es im Frühjahr 1769 weiter über Tscherkask und Zarizyn nach Astrachan.
Von dort aus startete Gmelin 1770 seine erste Expedition zusammen mit Peter Simon Pallas nach Persien; die Reise führte über Derbent, Baku Sallian, Enzeli, Rescht, Gilan und Sari. In der Herrnhuter Siedlung Sarepta (heute Stadtteil von Wolgograd) überwinterte er und heiratete dort 1770 Anna (1744–1828), eine Tochter des zaristischen Flottenkapitäns Jacob de Chappuzeau.
Zusammen mit Johann Anton Güldenstädt (1745–1781) und Iwan Iwanowitsch Lepjochin (1740–1802) unternahm Gmelin  eine naturwissenschaftliche Reise durch Russland. Dabei besuchte er insbesondere die Gegenden westlich des Dons, Baku und die persischen Provinzen an der Südküste des Kaspischen Meeres und die Ostseite des Kaspischen Meeres.
Auf der Rückreise von seiner zweiten Persienfahrt hatte er Kisljar noch nicht erreicht, als er am 5. Februar 1774 vom Kaitagen-Khan Amir Hamsa gefangen genommen wurde. Während der Verhandlungen über ein Lösegeld für seine Freilassung starb er im Alter von 30 Jahren am 27. Juli des gleichen Jahres in Achmedkent im Kaukasus an der Ruhr. Begraben ist er im 30 km nördlich von Achmedkent gelegenen Dorf Kajakent, wo 100 Jahre nach seinem Tod ein bis heute erhaltenes Grabmal errichtet wurde.

## Werke
Seine Hauptwerke sind Historia fucorum (Petersburg 1768) und Reisen durch Rußland (Petersburg 1770–84, 4 Bände). Er gab Band 3 und 4 der Flora Sibirica von Johann Georg Gmelin, seinem Onkel, der ebenfalls Sibirien bereiste (1733–1743), heraus.